# Quatre Jours de Dunkerque 1965
La 11e édition des Quatre Jours de Dunkerque a eu lieu du 5 au 9 mai 1965. La course compte six étapes, dont deux demi-étapes constituées d'une étape raccourcie et d'un contre-la-montre par équipes, et porte sur un parcours de 926,4 kilomètres. La première étape, reliant en 220 kilomètres Dunkerque à Maubeuge, est remportée par le Belge Gustaaf De Smet, qui devient à partir de là leader du classement général jusqu'à la fin de la course, qu'il remporte ; la deuxième étape, de Maubeuge à Valenciennes en 208 kilomètres, l'est par Gustaaf De Smet ; la troisième étape, reliant en 188 kilomètres Valenciennes à Dunkerque, l'est par le Britannique Vincent Denson ; la quatrième étape, formant une boucle de 190 kilomètres autour de Dunkerque, l'est par le Néerlandais Cees Lute ; la cinquième étape secteur a, de Dunkerque à Wormhout en 107 kilomètres, est remportée par Gustaaf De Smet, déjà vainqueur des 1re et 2e ; enfin, la cinquième étape secteur b, un contre-la-montre par équipes de 13,4 kilomètres dans Dunkerque, est remporté par l'équipe Dr Mann-Grundig.

## Étapes
| \| Dunkerque Maubeuge Valenciennes Wormhout \| Carte des villes accueillant les départs et les arrivées. |
| Dunkerque Maubeuge Valenciennes Wormhout                                                                 |

L'édition 1965 des Quatre Jours de Dunkerque est divisée en six étapes réparties sur cinq jours, le dernier comprend deux demi-étapes, dont un contre-la-montre par équipes.
| Étape,    | Date  | Villes étapes            |                              | Distance (km) | Vainqueur d’étape | Leader du classement général |
| --------- | ----- | ------------------------ | ---------------------------- | ------------- | ----------------- | ---------------------------- |
| 1re étape | 5 mai | Dunkerque - Maubeuge     |                              | 220           | Gustaaf De Smet   | Gustaaf De Smet              |
| 2e étape  | 6 mai | Maubeuge - Valenciennes  |                              | 208           | Gustaaf De Smet   | Gustaaf De Smet              |
| 3e étape  | 7 mai | Valenciennes - Dunkerque |                              | 188           | Vincent Denson    | Gustaaf De Smet              |
| 4e étape  | 8 mai | Dunkerque - Dunkerque    |                              | 190           | Cees Lute         | Gustaaf De Smet              |
| 5ea étape | 9 mai | Dunkerque - Wormhout     |                              | 107           | Gustaaf De Smet   | Gustaaf De Smet              |
| 5eb étape | 9 mai | Dunkerque - Dunkerque    | Contre-la-montre par équipes | 13,4          | Dr Mann-Grundig   | Gustaaf De Smet              |

## Classement général
La course est remportée par le Belge Gustaaf De Smet (Wiel's-Groene Leeuw),,.
| \| Classement général \| Classement général \| Classement général \| Classement général \| Classement général \| \| Coureur \| Coureur \| Pays \| Équipe \| Temps \| \| ------------------ \| ------------------ \| ------------------ \| ------------------- \| ------------------ \| \| 1er \| Gustaaf De Smet \| Belgique \| Wiel's-Groene Leeuw \| 25 h 47 min 08 s \| \| 2e \| Pierre Everaert \| France \| Ford France-Gitane \| + 44 s \| \| 3e \| Arie den Hartog \| Pays-Bas \| Ford France-Gitane \| + 1 min 03 s \| \| 4e \| Cees Lute \| Pays-Bas \| Ford France-Gitane \| + 1 min 13 s \| \| 5e \| Gilbert Desmet \| Belgique \| Wiel's-Groene Leeuw \| + 1 min 18 s \| \| 6e \| Henri Duez \| France \| Peugeot-BP-Michelin \| + 1 min 30 s \| \| 7e \| Norbert Kerckhove \| Belgique \| Dr. Mann \| + 1 min 47 s \| \| 8e \| Louis Proost \| Belgique \| Dr. Mann \| + 1 min 53 s \| \| 9e \| Jos Huysmans \| Belgique \| Dr. Mann \| + 2 min 02 s \| \| 10e \| Cees van Espen \| Pays-Bas \| Televizier \| + 2 min 05 s \| |                   |          |                     |                  |
| |                   |          |                     |                  |
| Sources : ProCyclingStats Cycling Archives |                   |          |                     |                  |
| Classement général |                   |          |                     |                  |
| Coureur | Coureur           | Pays     | Équipe              | Temps            |
| 1er | Gustaaf De Smet   | Belgique | Wiel's-Groene Leeuw | 25 h 47 min 08 s |
| 2e | Pierre Everaert   | France   | Ford France-Gitane  | + 44 s           |
| 3e | Arie den Hartog   | Pays-Bas | Ford France-Gitane  | + 1 min 03 s     |
| 4e | Cees Lute         | Pays-Bas | Ford France-Gitane  | + 1 min 13 s     |
| 5e | Gilbert Desmet    | Belgique | Wiel's-Groene Leeuw | + 1 min 18 s     |
| 6e | Henri Duez        | France   | Peugeot-BP-Michelin | + 1 min 30 s     |
| 7e | Norbert Kerckhove | Belgique | Dr. Mann            | + 1 min 47 s     |
| 8e | Louis Proost      | Belgique | Dr. Mann            | + 1 min 53 s     |
| 9e | Jos Huysmans      | Belgique | Dr. Mann            | + 2 min 02 s     |
| 10e | Cees van Espen    | Pays-Bas | Televizier          | + 2 min 05 s     |